# Conan (Loir-et-Cher)
Conan ist eine französische Gemeinde mit 161 Einwohnern (Stand: 1. Januar 2022) im Département Loir-et-Cher in der Region Centre-Val de Loire; sie gehört zum Arrondissement Blois und zum Kanton La Beauce. 

## Geographie
Die Gemeinde Conan liegt etwa 18 Kilometer nordnordwestlich von Blois am Rande der Beauce. Der Fluss Cisse bildet die östliche Gemeindegrenze. Umgeben wird Conan von den Nachbargemeinden Rhodon im Nordwesten und Norden, Boisseau im Norden und Nordosten, Maves im Osten, Averdon im Süden sowie Champigny-en-Beauce im Südwesten und Westen.

## Bevölkerungsentwicklung
| Jahr                       | 1962 | 1968 | 1975 | 1982 | 1990 | 1999 | 2011 | 2021 |
| -------------------------- | ---- | ---- | ---- | ---- | ---- | ---- | ---- | ---- |
| Einwohner                  | 258  | 229  | 204  | 170  | 157  | 189  | 203  | 164  |
| Quellen: Cassini und INSEE |      |      |      |      |      |      |      |      |

## Sehenswürdigkeiten

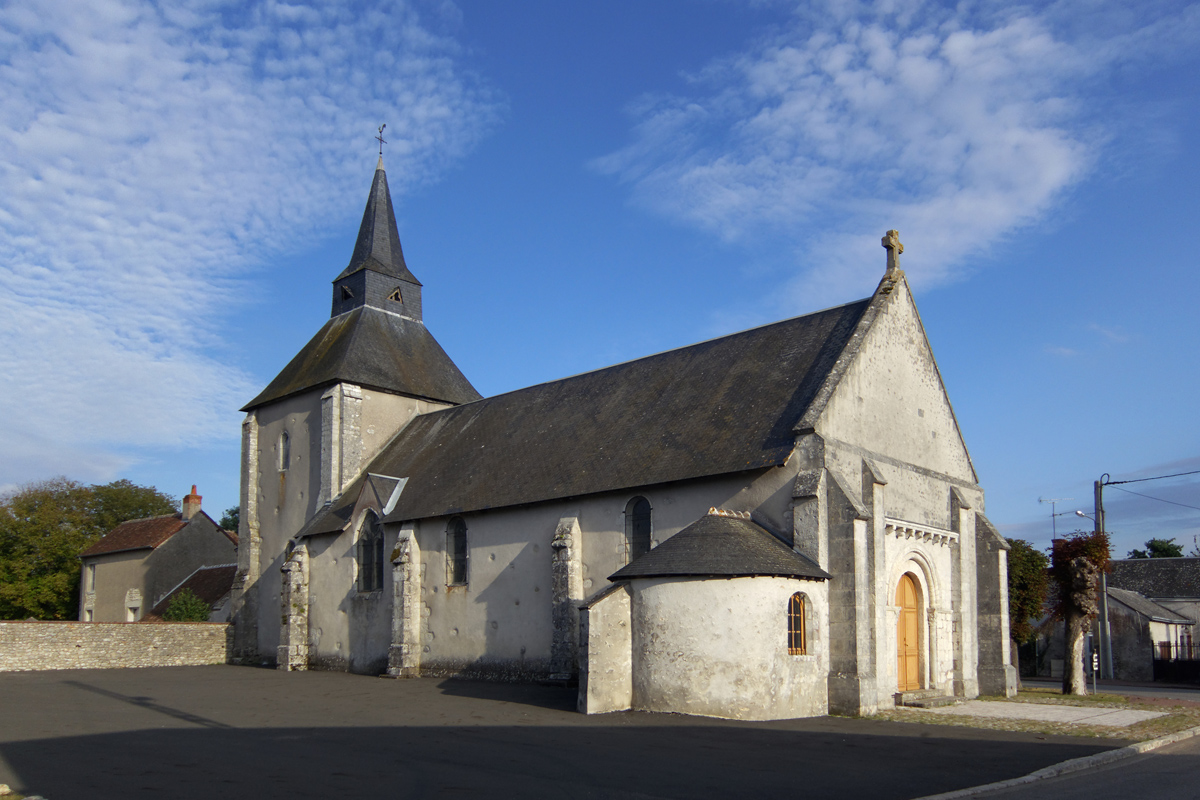
Kirche Saint-Saturnin

- Kirche Saint-Saturnin